# Otto Hesse
Ludwig Otto Hesse, född 22 april 1811 i Königsberg (nuvarande Kaliningrad), död 4 augusti 1874 i München, var en tysk matematiker.
Hesse var professor vid Polytechnikum i München. Han ägnade sig företrädesvis åt bearbetandet av den högre algebran och dess tillämpning på geometrin. Av synnerlig vikt är hans undersökningar inom teorin för de homogena formerna. 
Bland Hesses många avhandlingar kan nämnas Über die Elimination der Variabeln aus drei algebraischen Gleichungen zweiten Grades mit zwei Variabeln (i August Leopold Crelles "Journal für die reine und angewandte Mathematik", XXVIII, 1844) och Über Doppeltangenten der Curven vierter Ordnung (ibid., XLIX, 1859). För övrigt utgav han åtskilliga läroböcker, bland annat Vorlesungen über analytische Geometrie des Raumes (1861; tredje upplagan 1876) och Analytische Geometrie der Ebene (1865; andra upplagan 1873). Gesammelte Werke utgavs 1897 av Bayerska vetenskapsakademien i München.